# Vinbärsglasvinge
Vinbärsglasvinge, Synanthedon tipuliformis, är en dagflygande fjäril i familjen glasvingar vars larver gnager gångar i stammar på buskar i vinbärssläktet och ibland uppträder som skadedjur på odlade sorter, främst på svarta vinbär, men även på krusbär. 
De fullbildade fjärilarna har en vingbredd på 15–20 millimeter och kan ses flyga från juni till juli. Kroppen är mörk. På bakkroppen finns smala tvärgående gula ränder, tre hos honan och fyra hos hanen. Framvingarna är smala, genomskinliga med mörk framkant och mörk diskfläck och brunaktiga till orangebrunaktiga spetsar. Bakvingarna är genomskinliga med mörkare fransar längs ytterkanten.
Fjärilen uppträder i skog, trädgårdar och på öppen mark där dess värdväxt förekommer. Den förekommer i stora delar av Europa.
Larven är vit med ljusbrunt huvud.